# Helmut Bakaitis
Helmut Bakaitis (* 26. September 1944 in Lauban, Provinz Schlesien) ist ein australischer Regisseur, Schauspieler und Drehbuchautor.

## Leben
Helmut Bakaitis wurde 1944 in der damals noch zur Provinz Schlesien gehörenden Kleinstadt Lauban als Sohn einer litauischen Familie geboren, die 1943 das Baltikum vor der anrückenden Roten Armee verlassen hatte. Die Familie ließ sich 1950 in Australien nieder, wo Bakaitis aufgrund seines Namens und seines Akzentes von den Mitschülern drangsaliert wurde. Schnell begeisterte er sich für das Kino und das Theater und gründete noch während der Schulzeit seine erste Theatergruppe, in der er auch die Regie der ersten Inszenierungen übernahm.
Mit 16 Jahren verließ er sein Zuhause und arbeitete als Stenograf. Er erhielt ein Stipendium am National Institute of Dramatic Art (NIDA), wo er bis 1965 studierte.
Danach war er als Schauspieler an verschiedenen Theatern tätig. Bakaitis war langjähriger Leiter der South Australian Theatre Company, wo er vor allem das Jugendtheater förderte. 1975 ging er nach Großbritannien, wo er in Newcastle upon Tyne studierte. Danach wirkte er in den Theatern Round House und Jackson’s Lane in London. Er kehrte nach Australien zurück, um dort die künstlerische Leitung des von ihm mitbegründeten St Martin’s Youth Arts Centre in Melbourne zu übernehmen. Nach verschiedenen Tätigkeiten für andere australische Theater unterrichtete er von 1997 bis 2007 Jahre Regie am NIDA.
Seit den 1970er Jahren trat Bakaitis in verschiedenen Film- und Fernsehproduktionen auf. International wurde er vor allem durch seine Rolle als Architekt in den Filmen Matrix Reloaded und Matrix Revolutions bekannt.

## Filmografie (Auswahl)
- 1971: Stork
- 1972: Shirley Thompson versus the Aliens
- 1985: Das Herz auf dem Ärmel (I Can't Get Started)
- 1988: Melba (Miniserie, 4 Episoden)
- 1998: A Difficult Woman (Miniserie, 3 Episoden)
- 2003: Matrix Reloaded (The Matrix Reloaded)
- 2003: Matrix Revolutions (The Matrix Revolutions)
- 2005: The Mysterious Geographic Explorations of Jasper Morello (Kurzfilm, Sprechrolle)
- 2005: The Illustrated Family Doctor
- 2006: Happy Feet
- 2007: Razzle Dazzle: A Journey into Dance
- 2009: Lucky Country
- 2015: Crushed
- 2015: Der Moment der Wahrheit (Truth)
- 2016: Liberty Equality Fraternity: Live
- 2016: Hacksaw Ridge – Die Entscheidung (Hacksaw Ridge)
- 2017: Out of the Shadows
- 2018: Jack Irish (Fernsehserie, 5 Episoden)
- 2020: Stateless (Fernsehserie, 2 Episoden)